# La camarera del Titanic
La camarera del Titanic (estrenada a França com La Femme de chambre du Titanic i a Itàlia com L'immagine del desiderio) és una pel·lícula de coproducció hispano-franco-italiana dirigida el 1997 per Bigas Luna i protagonitzada per Oliver Martinez, Romane Bohringer i Aitana Sánchez-Gijón. És basada en la novel·la La Femme de chambre du Titanic de Didier Decoin. Als Estats Units anava ser estrenada com The Chambermaid of Titanic, però finalment fou acurtada a The Chambermaid l'agost de 1998 per evitar la impressió que intentava aprofitar-se de l'èxit de la pel·lícula de James Cameron, Titanic, estrenada l'any anterior.

## Argument
El 1912, el protagonista, Horty, porta una vida tranquil·la com a treballador de foneria a la Lorena amb la seva dona, Zoe, "la dona més bella del poble". El propietari de la fosa on treballa Horty, Simeon, desitja Zoe. Quan Horty guanya un concurs d'atletisme de la companyia, el premi de Simeon és un bitllet a Southampton per veure la navegació del RMS Titanic. La nit abans que salpi el Titanic, Horty coneix una bella jove que es diu Marie, que diu que és una cambrera a bord del Titanic. Marie no ha dormit enlloc perquè els hotels són plens, i ell li ofereix compartir l'habitació. Mari dorm al llit mentre que Horty ho fa a la butaca. Tanmateix, a mitja nit, Marie intenta seduir-lo, però no queda clar si se'n surt. Veient la sortida del Titanic, Horty veu un fotògraf fent una foto de Mary i li demana la fotografia.
Al tornar a casa, Horty troba que se l'ha promogut, però aquest és el resultat de rumors d'una aventura entre la seva dona, Zoe i el propietari de la foneria, Simeon. Un Horty amargat i gelós isita un bar local per ofegar les seves penes. Borratxo, explica als amics i companys de feina la seva història sobre la preciosa cambrera a Southampton. Després de l'enfonsament del Titanic, els contes d'Horty es tornen més eròtics i l'espectador mai no està segur de què és veritat i què és de fantasia.
Horty crida l'atenció d'un viatger anomenat Zeppe. Zeppe ofereix a Horty l'oportunitat de fugir de la seva tímida vida. Horty està d'acord i comença a treballar amb Zeppe, convertint la seva història en una obra de teatre. Una nit, Zoe està a l'espera de l'obra; Més tard, Horty explica la seva història com una obra de ficció. Tanmateix, la història d'Horty es fa més elaborada i romàntica i atrau un públic més gran es produeix constantment una falca entre ell i la seva dona. Finalment, Zoe exigeix una part en la representació, fent el paper de Marie lluitant contra les ones després que el Titanic s'enfonsés. La pel·lícula acaba revelant per què Marie dormiria amb Horty.

## Repartiment
- Olivier Martinez - Horty
- Aitana Sánchez-Gijón - Marie
- Romane Bohringer - Zoé
- Aldo Maccione - Zeppe
- Didier Bezace - Siméon
- Jean-Marie Juan - Pascal
- Arno Chevrier - Al
- Salvador Madrid - Léon
- Marianne Groves - Mathilde
- Didier Bénureau – Secretària de Siméon
- Alberto Cassadie - Giovanni
- Giorgio Gobbi - Manu
- Yves Verhoeven - Gaspard
- Vincenzo De Caro - Lacroix
- Stefania Orsola Garello - Mimi
- Barbara Lerici - Blanche

## Crítica
La camarera del Titanic va obtenir una qualificació del 81% a Rotten Tomatoes basada en 16 ressenyes. Mick LaSelle, de la San Francisco Chronicle, va elogiar la pel·lícula pel que era un rar retrat honest de la sexualitat masculina. També la va anomenar "un homenatge a l'enyorança", dient que això la feia "única". Bill Gallo de Dallas Observer la va anomenar "bella, complexa [i] ocasionalment desbordada" i "una rica meditació sobre els usos de la imaginació i el poder del desig ". Tot i això, Stephen Holden del New York Times va considerar que la pel·lícula "mai troba un vocabulari visual que coincideixi amb l'elegància de les seves idees".

## Premis
Medalles del Cercle d'Escriptors Cinematogràfics
| Categoria           | Candidats              | Resultat   |
| ------------------- | ---------------------- | ---------- |
| Millor guió adaptat | Bigas Luna Cuca Canals | Guanyadors |

XII Premis Goya
| Categoria                    | Candidat               | Resultat   |
| ---------------------------- | ---------------------- | ---------- |
| Millor guió adaptat          | Bigas Luna Cuca Canals | Guanyadors |
| Millor direcció de producció | Roberto Manni          | Nominat    |
| Millor fotografia            | Patrick Blossier       | Nominat    |
| Millor disseny de vestuari   | Franca Squarciapino    | Guanyadora |
| Millors efectes especials    | Roberto Ricci          | Nominada   |